# DSA-246
La DSA-246 es una carretera perteneciente a la Red Secundaria de la Diputación Provincial de Salamanca que une las carreteras  DSA-243  y  DSA-250 .
Además también pasa por la localidad de San Medel.

## Origen y Destino
La carretera  DSA-246  tiene su origen en Valdelacasa en la intersección con la carretera  DSA-245 , y termina en Ledrada, en la intersección con la carretera  DSA-250 , formando parte de la Red de carreteras de Salamanca.